# Antiperspirant
Antiperspiranti su podvrsta dezodoransa koji sprečavaju znojenje i neprijatne mirise. Oni moraju da se nanose ispod pazuha sa udaljenosti od 15 cm da bi imali najviše efekta i da ne bi ostavljali bele tragove (koje oni mogu ostaviti ako se nanose preko odeće, jer u sebi sadrže talk). Danas, najčešće se mogu naći antiperspiranti koji deluju do 24 sata, ali postoje i vrste koje pružaju i dužu zaštitu.

## Istorija
Formulu koja se danas nalazi u mnogim antiperspirantima je patentirao Džuls Montinir, 28. januara 1941. godine. Njegova formula je rešila problem aluminijum hlodrida koja je mogao da se nađe u dotadašnjim proizvodina, a koji može je iritira kožu. Ta formula se prvi put našla u Stopette deo spreju, koji je Time magazin proglasio "najprodavanijim dezodoransom ranih 50-tih godina".
Prvi aerosol dezodorans je bio Gilletteov Right Guard (čiju je licencu Gillette kasnije prodao Henkelu), koji se pojavio 60-tih godina. Aerosoli su popularni zbog toga što su mogli da se nanose bez direktnog kontakta sa predelom ispod pazuha. Do kraja 60-tih godina, preko pola svih antiperspiranata su bili u ovoj formi. Međutim, danas su antiperspiranti u formi stika popularniji.